# UFO Ultramaiden Valkyrie
UFO Ultramaiden Valkyrie (円盤皇女ワるきゅーレ Yūfō Purinsesu Warukyūre?), también conocida como UFO Princess Valkyrie, es una serie de anime basada en el manga homónimo, que tiene once volúmenes. Fue creada por el grupo de mangakas Kaishaku, quienes también son conocidos por haber creado el manga Steel Angel Kurumi.
Sigue la historia de Kazuto Tokino y la princesa alien, Valkyrie, quien le da la mitad de su alma a Kazuto para salvarlo después de que accidentalmente chocara su nave espacial en los baños públicos propiedad de la familia de Kazuto, casi matándolo. La división de su alma la convirtió en una niña, pero cuando ella besa a Kazuto, Valkyrie retorna a su forma adulta por un tiempo limitado, y recupera el uso de sus poderes especiales.
UFO Ultramaiden Valkyrie fue dirigida por Shigeru Ueda para Media Factory Inc. e inicialmente duró 12 episodios. Desde entonces, ha habido un OVA de dos episodios, una segunda temporada de 12 episodios, una tercera de 6 episodios, y una cuarta de 2 episodios. A partir del quinto episodio de la temporada 2, el director ha sido Yoshihiro Takamoto. La traducción y producción de UFO Ultramaiden al inglés fue realizada por ADV Films, que obtuvo una licencia pagando $21 335 dólares. En 2008, la tercera y cuarta temporada de UFO Ultramaiden Valkyrie se convirtieron en uno de los más de 30 títulos de ADV Films cuyos derechos en los Estados Unidos fueron transferidos a Funimation Entertainment.

## Argumento
En un mundo donde los alienígenas son comunes, Kazuto Tokino decide por su cuenta hacer funcionar la casa de baños públicos de su abuelo a pesar de las protestas de sus padres. Sin embargo, Kazuto carece de muchas de las destrezas necesarias para hacer dicha empresa exitosa y debe arreglárselas con buen humor. Aquello por sí solo podría haber hecho las cosas más difíciles para él, pero una princesa alienígena llamada Valkyrie destruye la casa de baños, y en el proceso hiere mortalmente a Kazuto. Sin embargo, ella es capaz de salvar su vida con un beso mágico, pero ese beso le cuesta a ella la mitad de su alma y la transforma en una niña de 8 años, aunque cuando Kazuto y Valkyrie se besan, sus almas se conectan permitiéndole a ella asumir temporalmente su forma adulta y empuñar la llave del tiempo, un poderoso artefacto en forma de espada.
Desde entonces la princesa Valkyrie se quedó varada en la Tierra, incapaz de ver por sí misma cómo el sistema solar entero fue en su búsqueda. Con el tiempo, Kazuto y Valkyrie se enamorarían entre sí.

## Personajes
Valkyrie (ワルキューレ Warukyūre?)
Seiyū: Hisayo Mochizuki (Valkyrie niña)
Seiyū: Megumi Ogata (Valkyrie adulta)
Valkyrie, después de transferir parte de su alma a Kazuto y convirtiéndose en una pequeña de 8 años, llegó a ser muy diferente de su yo original, a menudo refiriéndose a sí misma como «Val». Ella es muy infantil, acorde a su edad, y muestra un gran interés en pasatiempos como la TV y los mangas. Aunque ella es muy unida a Kazuto, ella llega a ser muy fuerte y encuentra la manera de arruinar la casa de Kazuto en su forma infantil. También se pone celosa fácilmente, y muchas veces dice cosas que son fácilmente malentendidas por los demás, tales como decir que ella le dio a Kazuto su «cosa especial». Esta Valkyrie joven siempre es alegre y tiene una fiel seguidora llamada Sanada, su maid. Valkyrie en su forma infantil también llama a Kazuto como «Kazie» (en el doblaje en inglés) que es una de las formas en las que muestra su amor platónico infantil hacia él, que es más fuerte en su forma adulta.
Ella es la heroína de la serie y una princesa del planeta Valhalla, en la constelación Dolphin. Una vez que Valkyrie se enteró de que su padre estaba planeando un matrimonio arreglado con fines políticos para ella sin su consentimiento, ella huyó a la Tierra y aterrizó de emergencia en los baños públicos de Kazuto, hiriéndolo gravemente a causa del impacto. Con el fin de salvar su vida, tuvo que darle la mitad de su alma, pero eso la convirtió en una niña de 8 años. Ella solo puede recuperar su forma normal al besar a Kazuto (aunque no dura mucho tiempo) con el fin de protegerlo. Con el tiempo ella desarrolla un profundo sentimiento de amor hacia Kazuto. Tiene poderes de volar, manipulación de energía, escudos defensivos, además de que obtiene la Llave del tiempo en el inicio de la segunda temporada, que le permite hacer muchas cosas. 
Curiosamente, al principio ella era capaz de usar su forma infantil y su forma adulta, pero más tarde solo usa su forma adulta. Cuando es revelado posteriormente que se casará con Kazuto, ella está encantada, pero es difícil para la ceremonia que tendrá lugar ya que ella sigue volviendo a su forma infantil.
Al final de la tercera temporada, debido a un percance con la princesa Mural, la Valkyrie joven y la adulta se dividen en dos personas distintas. Durante la cuarta temporada, los antiguos compañeros de clase de Valkyrie confunden su yo joven como si fuera su hija, hasta que les muestra pruebas para convencerlos de que ella es realmente la Valkyrie joven.
Kazuto Tokino (時野和人 Tokino Kazuto?)
Seiyū: Kenichi Suzumura
Kazuto es el dueño de una casa de baños que él está tratando hacer funcionar, en parte para honrar a su abuelo difunto, a quien le encantaba la casa de baños. Él es uno de los pocos que efectivamente le gusta la idea, mientras que sus padres se refieren a esta casa de baños como un "despilfarro de dinero", y piensan que él está siendo tonto al intentar hacerla funcionar. Aunque está un poco obstinado en el manejo de un negocio familiar obsoleto y defectuoso, él es considerado un alma bondadosa y trabajadora, que eventualmente impresiona y se hace querer por todos aquellos a su alrededor, incluyendo a la familia real Valhallan. Él casi fallece durante el aterrizaje de emergencia de Valkyrie, pero ella lo salva cuando le da la mitad de su alma. También se siente atraído hacia ella en algún sentido, y se encuentra enamorado de ella, pero en ocasiones no está seguro de cómo lidiar con su apariencia infantil. Con el tiempo, él ve más allá de su aspecto infantil y ama a la Valkyrie de adentro. Planea casarse con la princesa y finalmente ser reconocido como su prometido oficial.
Hydra (ハイドラ Haidora?)
Seiyū: Chinami Nishimura
Haidora, en el original japonés, es una de las ocho princesas del Valhalla, y se ve a sí misma como rival de Valkyrie. Hydra persiguió a Valkyrie hasta la tierra porque sabía que si escapaba, ella tendría que ocupar su lugar en su boda, cosa que no quería hacer. A causa de este motivo, la persiguió hasta la Tierra para traerla de vuelta, estrellándose, sin embargo, en el templo de Akina. 
Inicialmente trata de traer de vuelta a Valkyrie a la fuerza, pero es imposible cuando sus poderes son sellados por Akina en venganza por haberse estrellado en su templo, convirtiéndola en una niña al igual que a Valkyrie. Aun así, y a diferencia de Valkyrie, su mente sigue siendo adulta, no la de una niña. Intentó realizar algún otro intento de enviar a Valkyrie de vuelta, pero todos fracasaron estrepitosamente. Al igual que un beso puede romper el sello sobre Valkyrie, el sello sobre Hydra puede ser roto por voluntad de Akina. 
Hydra es fácilmente irritable y actúa como un chico, de manera brusca y actuando antes de pensar, por lo que es habitual que destruya aquello que se interpone en su camino. Se puede transformar en un pegaso rosa y amarillo y tiene varios poderes tales como volar, fuerza sobrehumana y disparar bolas de energía cuando está en su forma adulta. Comenzó a estudiar Kendō mientras vivía con Akina, y habitualmente se burla del tamaño de los pechos de Akina y sus sentimientos por Kazuto, lo cual suele terminar con Akina golpeándola. 
Bajo determinadas circunstancias, si ella y Akina discuten demasiado, pueden fusionarse en un poderoso guerrero llamado Akidra, que aúna los poderes de ambas. Pueden, sin embargo, seguir conversando entre ellas, y la fusión se deshace si se ponen de acuerdo.
Sanada (真田さん Sanada-san?)
Seiyū: Rie Tanaka
Sanada, una sirvienta cat-girl fiel y muy leal, es la jefa maid en la familia real de Valhalla, el planeta de donde proviene Valkyrie. Al enterarse de la desaparición de la princesa, ella la localizó en la casa de Kazuto, a su vez donde se instaló, ya que había considerado de que Kazuto sería el prometido de Valkyrie. Incluso viendo cómo Valkyrie se convierte en una versión más pequeña de sí misma, no parece que esto le moleste en absoluto a Sanada, ya que ella encuentra a la Valkyrie pequeña muy linda y tierna. De hecho, Sanada la describe como una «Valkyrie fundamentalista».
Akina Nanamura (七村秋菜 Nanamura Akina?)
Seiyū: Saeko Chiba
Mar (丸 （マル） Maru?)
Seiyū: Haruko Momoi
Rika Tokino (時野リカ Tokino Rika?)
Seiyū: Omi Minami
Spot
Seiyū: Tadahisa Saizen
Chorus (コーラス Kōrasu?)
Seiyū: Kuwashima Hoko
Laine (ライネ Raine?)
Seiyū: Mayumi Iizuka
Mehm (メーム Mēmu?)
Seiyū: Emi Shinohara
Inarba (イナルバ Inaruba?)
Seiyū: Kikoku Inoue
Nesty (ネスティー Nesutī?)
Seiyū: Yuu Asakawa
Pharm (ファム Famu?)
Seiyū: Mai Kadowaki
Valkyrie Ghost
Seiyū: Megumi Ogata
Akidra
Seiyū: Chinami Nishimura y Saeko Chiba
Cat-Girl Maid Squad (Keiko, Aiko, Yuko, and Eiko)
Seiyū: Haruko Momoi, Mai Nakahara, Ren Hisa, y Nanae Kato

## Anime

### Episodios de la primera temporada
| 1  | «Ten'nyo no iru sentō» (天女のいる銭湯)                         |  |
| 2  | «Henshin kōjo warukyūre» (変身皇女ワルキューレ)                 |  |
| 3  | «Nekomimi jijo naga Sanada-san» (猫耳侍女長真田さん)            |  |
| 4  | «Kimi no hane ga mezasu mono» (君の羽根がめざすもの)            |  |
| 5  | «Rika-chan saijiki» (リカちゃん歳時記)                          |  |
| 6  | «Hime-sama memoriaru» (姫様メモリアル)                          |  |
| 7  | «Dassen kōjo raine» (脱線皇女ライネ)                            |  |
| 8  | «Nekomimi ian ryokō» (猫耳慰安旅行)                             |  |
| 9  | «Akina ko henshin» (秋菜小変身)                                 |  |
| 10 | «Tsūhan de shōwakusei o katta hanashi» (通販で小惑星を買った話) |  |
| 11 | «Tokinoyu uchū bekkan» (時乃湯宇宙別館)                         |  |
| 12 | «Warukiyure mugen kikō» (ワるきゅーレ夢幻騎行)                  |  |

### Episodios de la segunda temporada
| 1  | «Toki no kagi» (時の鍵)                                      |  |
| 2  | «Kikai kōjo kōrasu» (機械皇女コーラス)                       |  |
| 3  | «Denpa kōjo kōrasu» (電波皇女コーラス)                       |  |
| 4  | «Gakuen wakusei no otome-tachi» (学園惑星の乙女たち)         |  |
| 5  | «Valkyrie ghost» «Warukyūre gōsuto» (ワルキューレ・ゴースト) |  |
| 6  | «Mēmu yakan hikō» (メーム夜間飛行)                           |  |
| 7  | «Daiichiji sūpākaraoke taisen» (第一次スーパーカラオケ大戦)  |  |
| 8  | «Nekomimi hakkōdasan» (猫耳八甲田山)                         |  |
| 9  | «Saikyō chō jo akidora» (最強超女アキドラ)                   |  |
| 10 | «Kuroi jū ni no tsuki» (黒い十二の月)                        |  |
| 11 | «Ushinawareta shi kōjo» (失われた四皇女)                     |  |
| 12 | «Amakakeru warukyūre» (天翔けるワルキューレ)                 |  |

### Episodios de la tercera temporada
| # | Título                                                               |
| - | -------------------------------------------------------------------- |
| 1 | «Otome to megane no kankei ni tsuite» (乙女と眼鏡の関係について)     |
| 2 | «Sabaki no megami Inaruba» (裁きの女神 イナルバ)                     |
| 3 | «Nekomimi zukin sanjō» (猫耳頭巾参上)                                |
| 4 | «Laine, Laine, Laine» «Raine・Raine・Raine» (ライネ・ライネ・ライネ) |
| 5 | «Iede kōjo Warukyūre» (家出皇女ワルキューレ)                         |
| 6 | «Tenkū kaku Kekkonshiki-jō no kōbō» (天空閣結婚式城の攻防)           |

## Curiosidades
- Valkyrie comparte similitudes con Lilandra, Starfire y Lum Invader y es que ambas son princesa alienígenas enamoradas de un terrícola